# Залеський Михайло Дмитрович
Залеський Михайло Дмитрович (03(15). 09. 1877, м. Орел, Росія — 22. 12. 1946, Ленінград, нині С.-Петербург) — російський палеоботанік та палеоентомолог, геолог. Член-кореспондент АН СРСР (1929), Геологічного товариства у Лондоні, Французького геол. товариства.

## Життєпис
1900 — закінчив С.-Петербурзький університет.
1901–03 — працював у Катеринославському вищому гірничому училищі (нині Дніпровська політехніка, м. Дніпро);
1903–40 — працював у Геологічному комітеті та інститутах, які виникли на його базі;
1918–22 — проф. Орловського університету.
Наукові дослідження: кам'яновугільна і пермська флора, стратиграфія Донбасу, Кузбасу, Кавказу, Уралу, Середньої Азії, басейнів рік Двіна та Печора, а також Англії, Польщі, Північного Китаю та Малої Азії. Вивчав проблеми вуглеутворення. Описав низку нових форм викопних рослин.

## Основні праці
- К Окской флоре в Орловской губернии. С.-Петербург, 1899;
- О некоторых сигиллариях, собранных в донецких каменноугольных отложениях. С.-Петербург, 1902;
- Ископаемые растения каменноугольных отложений Донецкого бассейна. Т. 1. Lycopodiales; Т. 2.
- Изучение анатомического строения Lepidostrobus. С.-Петербург, 1904–08;
- Представители ископаемых растений группы Cycadofilices. С.-Петербург, 1906;
- Очерк по вопросу образования угля. Петроград, 1914;
- Материалы для геологии Кузнецкого каменноугольного бассейна: Наблюдения о возрасте угленос. толщи Кузнец. бас. Ленинград, 1926;
- Ископаемая флора среднего отдела каменноугольных отложений Донецкого бассейна. Москва; Ленинград, 1938;
- Пермская флора Печорского Урала и хребта Пай-Хоя. Москва; Ленинград, 1938.